# Lista episoadelor din Refugiul
Refugiul (engleză: Sanctuary) este un serial de televiziune canadian science fiction-fantasy. Este creat de Damian Kindler și finanțat în cea mai mare parte de Beedie Development Group. Serialul este o extindere a celor opt web-episoade care au fost lansate fără niciun cost prin intermediul Internetului la începutul anului 2007. Văzând succesul acestui serial-web, Syfy a decis să cumpere drepturile de autor și să realizeze încă patru sezoane de televiziune. Aceasta este  lista episoadelor din serialul canadian Refugiul (Sanctuary).

## Web-serie

### Web-episoade (2007)
Au fost realizate între 3 ianuarie și 31 ianuarie 2007 la Pont Studio. Au fost difuzate între 14 martie și 30 august 2007 pe internet.
| #   | Titlu           | Regia       | Scenariu       | Premiera       |
| --- | --------------- | ----------- | -------------- | -------------- |
| W.1 | „Webisode I”    | Martin Wood | Damian Kindler | 14 mai 2007    |
| W.2 | „Webisode II”   | Martin Wood | Damian Kindler | 28 mai 2007    |
| W.3 | „Webisode III”  | Martin Wood | Damian Kindler | 11 iunie 2007  |
| W.4 | „Webisode IV”   | Martin Wood | Damian Kindler | 25 iunie 2007  |
| W.5 | „Webisode V”    | Martin Wood | Damian Kindler | 16 iulie 2007  |
| W.6 | „Webisode VI”   | Martin Wood | Damian Kindler | 30 iulie 2007  |
| W.7 | „Webisode VII”  | Martin Wood | Damian Kindler | 16 august 2007 |
| W.8 | „Webisode VIII” | Martin Wood | Damian Kindler | 30 august 2007 |

## Televiziune

### Primul sezon (2008-2009)
| Nr. | #  | Titlu                        | Regia             | Scenariu                                                             | Premiera          | Audiență SUA (milioane) |
| --- | -- | ---------------------------- | ----------------- | -------------------------------------------------------------------- | ----------------- | ----------------------- |
| 1   | 1  | „Sanctuary for All (Part 1)” | Martin Wood       | Poveste de: Damian Kindler Scenariu de: Sam Egan & Damian Kindler    | 3 octombrie 2008  | 2.7                     |
| 2   | 2  | „Sanctuary for All (Part 2)” | Martin Wood       | Poveste de: Damian Kindler Scenariu de: Sam Egan & Damian Kindler    | 3 octombrie 2008  | 2.7                     |
| 3   | 3  | „Fata Morgana”               | Martin Wood       | Poveste de: Damian Kindler & Martin Wood Scenariu de: Damian Kindler | 10 octombrie 2008 | N/A                     |
| 4   | 4  | „Folding Man”                | James Head        | Sam Egan                                                             | 17 octombrie 2008 | N/A                     |
| 5   | 5  | „Kush”                       | Martin Wood       | Damian Kindler                                                       | 24 octombrie 2008 | N/A                     |
| 6   | 6  | „Nubbins”                    | Peter DeLuise     | Sam Egan                                                             | 7 noiembrie 2008  | N/A                     |
| 7   | 7  | „The Five”                   | Martin Wood       | Damian Kindler                                                       | 14 noiembrie 2008 | N/A                     |
| 8   | 8  | „Edward”                     | Brenton Spencer   | Sam Egan                                                             | 21 noiembrie 2008 | 1.746                   |
| 9   | 9  | „Requiem”                    | Martin Wood       | Damian Kindler                                                       | 5 decembrie 2008  | 1.538                   |
| 10  | 10 | „Warriors”                   | Brenton Spencer   | Poveste de: Peter Mohan Scenariu de: Sam Egan                        | 12 decembrie 2008 | N/A                     |
| 11  | 11 | „Instinct”                   | Steven A. Adelson | Damian Kindler                                                       | 19 decembrie 2008 | 1.520                   |
| 12  | 12 | „Revelations (Part 1)”       | Martin Wood       | Poveste de: Sam Egan & Damian Kindler Scenariu de: Sam Egan          | 29 decembrie 2008 | 1.850                   |
| 13  | 13 | „Revelations (Part 2)”       | Martin Wood       | Poveste de: Sam Egan & Damian Kindler Scenariu de: Damian Kindler    | 5 ianuarie 2009   | 2.000                   |

### Al doilea sezon (2009-2010)
Al doilea sezon  a fost difuzat în perioada 9 octombrie 2009 - 15 ianuarie 2010 pe Syfy Universal în SUA și pe canalul Space în Canada.
| Nr. | #  | Titlu                    | Regia             | Scenariu                      | Premiera          | Audiență SUA (milioane) |
| --- | -- | ------------------------ | ----------------- | ----------------------------- | ----------------- | ----------------------- |
| 14  | 1  | „End of Nights (Part 1)” | Martin Wood       | Damian Kindler                | 9 octombrie 2009  | 1.850                   |
| 15  | 2  | „End of Nights (Part 2)” | Martin Wood       | Damian Kindler                | 16 octombrie 2009 | 1.766                   |
| 16  | 3  | „Eulogy”                 | Brenton Spencer   | Sara B. Cooper                | 23 octombrie 2009 | 1.694                   |
| 17  | 4  | „Hero”                   | Martin Wood       | Alan McCullough               | 30 octombrie 2009 | 1.606                   |
| 18  | 5  | „Pavor Nocturnus”        | Brenton Spencer   | Damian Kindler & James Thorpe | 6 noiembrie 2009  | 1.420                   |
| 19  | 6  | „Fragments”              | Steven A. Adelson | Sara B. Cooper                | 13 noiembrie 2009 | 1.661                   |
| 20  | 7  | „Veritas”                | Amanda Tapping    | Alan McCullough               | 20 noiembrie 2009 | 1.439                   |
| 21  | 8  | „Next Tuesday”           | Martin Wood       | Damian Kindler                | 4 decembrie 2009  | 1.328                   |
| 22  | 9  | „Penance”                | Brenton Spencer   | Alan McCullough               | 11 decembrie 2009 | 1.363                   |
| 23  | 10 | „Sleepers”               | Steven A. Adelson | James Thorpe                  | 18 decembrie 2009 | 1.376                   |
| 24  | 11 | „Haunted”                | Peter DeLuise     | Damian Kindler & James Thorpe | 8 ianuarie 2010   | N/A                     |
| 25  | 12 | „Kali (Part 1)”          | Martin Wood       | Alan McCullough               | 15 ianuarie 2010  | 1.493                   |
| 26  | 13 | „Kali (Part 2)”          | Martin Wood       | Damian Kindler                | 15 ianuarie 2010  | 1.493                   |

### Al treilea sezon (2010-2011)
La 14 decembrie 2009, Syfy  a reînnoit serialul Sanctuary cu sezonul al treilea.. A fost difuzat în perioada 15 octombrie 2010 - 20 iunie 2011 pe Syfy Universal în SUA și pe canalul Space în Canada.
| Nr. | #  | Titli                   | Regia             | Scenariu        | Premiera          | Audiența TV (milioane) |
| --- | -- | ----------------------- | ----------------- | --------------- | ----------------- | ---------------------- |
| 27  | 1  | „Kali (Part 3)”         | Martin Wood       | Alan McCullough | 15 octombrie 2010 | 1.787                  |
| 28  | 2  | „Firewall”              | Martin Wood       | Damian Kindler  | 22 octombrie 2010 | 1.380                  |
| 29  | 3  | „Bank Job”              | Peter DeLuise     | James Thorpe    | 29 octombrie 2010 | 1.479                  |
| 30  | 4  | „Trail of Blood”        | Steven A. Adelson | Gillian Horvath | 5 noiembrie 2010  | 1.257                  |
| 31  | 5  | „Hero II: Broken Arrow” | Mairzee Almas     | Alan McCullough | 12 noiembrie 2010 | 1.574                  |
| 32  | 6  | „Animus”                | Martin Wood       | Miranda Kwok    | 19 noiembrie 2010 | 1.259                  |
| 33  | 7  | „Breach”                | Martin Wood       | Damian Kindler  | 26 noiembrie 2010 | 1.483                  |
| 34  | 8  | „For King and Country”  | Lee Wilson        | James Thorpe    | 3 decembrie 2010  | 1.472                  |
| 35  | 9  | „Vigilante”             | Steven A. Adelson | Alan McCullough | 10 decembrie 2010 | 1.410                  |
| 36  | 10 | „The Hollow Men”        | Martin Wood       | James Thorpe    | 17 decembrie 2010 | 1.474                  |
| 37  | 11 | „Pax Romana”            | Martin Wood       | Damian Kindler  | 15 aprilie 2011   | 1.217                  |
| 38  | 12 | „Hangover”              | Andy Mikita       | James Thorpe    | 22 aprilie 2011   | 1.424                  |
| 39  | 13 | „One Night”             | Amanda Tapping    | Damian Kindler  | 25 aprilie 2011   | 0.868                  |
| 40  | 14 | „Metamorphosis”         | Andy Mikita       | Alan McCullough | 2 mai 2011        | 0.838                  |
| 41  | 15 | „Wingman”               | Peter DeLuise     | Miranda Kwok    | 9 mai 2011        | 0.756                  |
| 42  | 16 | „Awakening”             | Lee Wilson        | Gillian Horvath | 16 mai 2011       | 0.815                  |
| 43  | 17 | „Normandy”              | Martin Wood       | Damian Kindler  | 23 mai 2011       | 0.656                  |
| 44  | 18 | „Carentan”              | Steven A. Adelson | James Thorpe    | 6 iunie 2011      | 0.915                  |
| 45  | 19 | „Out of the Blue”       | Martin Wood       | Damian Kindler  | 13 iunie 2011     | 1.201                  |
| 46  | 20 | „Into the Black”        | Damian Kindler    | Alan McCullough | 20 iunie 2011     | 1.283                  |

### Al patrulea sezon (2010)
| Nr. | #  | Titlu                          | Regia             | Scenariu                      | Premiera          | Audiența TV (milioane) |
| --- | -- | ------------------------------ | ----------------- | ----------------------------- | ----------------- | ---------------------- |
| 47  | 1  | „Tempus”                       | Martin Wood       | Damian Kindler                | 7 octombrie 2011  | 1.380                  |
| 48  | 2  | „Uprising”                     | Amanda Tapping    | James Thorpe                  | 14 octombrie 2011 | 1.323                  |
| 49  | 3  | „Untouchable”                  | Steven A. Adelson | Gillian Horvath               | 21 octombrie 2011 | 1.466                  |
| 50  | 4  | „Monsoon”                      | Martin Wood       | Damian Kindler                | 28 octombrie 2011 | 1.201                  |
| 51  | 5  | „Resistance”                   | Lee Wilson        | Alan McCullough               | 4 noiembrie 2011  | 1.258                  |
| 52  | 6  | „Homecoming”                   | Robin Dunne       | Damian Kindler & James Thorpe | 11 noiembrie 2011 | 1.319                  |
| 53  | 7  | „Icebreaker”                   | Martin Wood       | Martin Wood                   | 18 noiembrie 2011 | 1.203                  |
| 54  | 8  | „Fugue”                        | Damian Kindler    | Damian Kindler                | 25 noiembrie 2011 | 1.108                  |
| 55  | 9  | „Chimera”                      | Martin Wood       | James Thorpe                  | 29 noiembrie 2011 | 0.955                  |
| 56  | 10 | „Acolyte”                      | Lee Wilson        | Alan McCullough               | 9 decembrie 2011  | 1.505                  |
| 57  | 11 | „The Depths”                   | Martin Wood       | Gillian Horvath               | 16 decembrie 2011 | 1.281                  |
| 58  | 12 | „Sanctuary for None – Part I”  | Damian Kindler    | James Thorpe                  | 23 decembrie 2011 | 1.115                  |
| 59  | 13 | „Sanctuary for None – Part II” | Damian Kindler    | Damian Kindler                | 30 decembrie 2011 | 1.288                  |